# Taenaris schonbergi
Taenaris schonbergi is een vlinder uit de familie Nymphalidae. De wetenschappelijke naam van de soort is voor het eerst geldig gepubliceerd in 1893 door Hans Fruhstorfer.